# Museu Nacional de Arte (Bolívia)
O Museu Nacional de Arte (em espanhol, Museo Nacional de Arte, MNA) é uma das mais importantes instituições culturais da Bolívia. Fundado em agosto de 1960 e inaugurado seis anos depois, é um museu público federal, subordinado à Fundação Cultural do Banco Central da Bolívia. Localiza-se no centro de La Paz, no Palacio de los Condes de Arana, uma edificação do século XVIII, declarada monumento nacional desde 1930.
O museu possui coleções de pintura, escultura, artes gráficas e decorativas, atestando, majoritariamente, o desenvolvimento da arte boliviana do período colonial às últimas décadas do século XX. Destaca-se o valioso acervo de pintura vice-reinal, herdada da Pinacoteca Nacional Pérez de Holguín, além de um pequeno núcleo de pinturas européias e um significativo conjunto de obras latino-americanas.

## História
A história do Museu Nacional de Arte remonta à década de 1940, quando se inicia na Bolívia um movimento de revalorização do patrimônio cultural pré-hispânico e colonial, tendo à frente o pintor indigenista Cecilio Guzmán de Rojas. Nomeado diretor-geral da Escola Superior de Belas-Artes, Rojas iniciou um projeto de reunião, restauração e conservação de peças datadas do vice-reinado. Alguns anos mais tarde, em 1956, essa iniciativa resultaria na criação da Pinacoteca Nacional Pérez de Holguín. O acervo conservado pela pinacoteca, base do futuro Museu Nacional de Arte, seria ampliado por uma transferência de fundos pictóricos pertencentes ao Banco Central da Bolívia e por meio de importantes doações, nomeadamente de um conjunto de obras latino-americanas legadas em 1958 pelo crítico de arte José Gómez-Sicre, então diretor da divisão de artes visuais da Organização dos Estados Americanos.
O Museu Nacional de Arte foi oficialmente fundado em agosto de 1960, por meio de decreto presidencial de Víctor Paz Estenssoro. Subordinava-se, então, ao Ministério da Educação e Cultura. O titular do ministério à época, José Fellman Velarde, ao lado do oficial-maior de cultura, Carlos Serrate Reich, teria importante papel na viabilização do projeto. Mas seria efetivamente durante o governo de René Barrientos Ortuño, com Hugo Banzer à frente do Ministério da Educação, que o projeto seria concretizado.
Para sediar a nova instituição, a municipalidade de La Paz desapropriou o Palacio de los Condes de Arana - um dos mais significativos exemplares do barroco andino boliviano, erguido no século XVIII e declarado monumento nacional em 1930 - e o entregou ao Ministério da Educação. Entre 1961 e 1966, o palácio passou por uma ampla reforma visando adaptá-lo ao uso museológico, conduzida por José de Mesa e Teresa Gisbert. Os arquitetos adaptaram o piso térreo para receber exposições temporárias e os pisos superiores para abrigar a coleção permanente. No saguão principal, optaram por conservar a abóbada e revestir o piso com pedras brancas e negras.
O Museu Nacional de Arte foi aberto ao público em 3 de agosto de 1966. Desde então, o acervo, formado com base no patrimônio da Pinacoteca Nacional, foi notavelmente incrementado graças a doações de artistas, colecionadores particulares e instituições - destacando-se um lote de pinturas latino-americanas doadas por Joseph Cantor - além de peças originalmente destinadas à exportação ilícita confiscadas pelo governo e aquisições da associação de amigos do museu.
Desde 2003, o museu se encontra subordinado à Fundação Cultural do Banco Central da Bolívia. Entre 2005 e 2006, passou por nova reforma objetivando ampliar o espaço expositivo em 500 metros quadrados e dotar a instituição de um auditório, biblioteca, hemeroteca, videoteca e serviços para os visitantes. Também buscou renovar os critérios museográficos, dedicando mais espaço para a arte contemporânea e uma sala para a produção artística das culturas tiwanaku, kallawaya e guarani. Em 2010, o museu adquiriu a Villa Paris, um imóvel adjacente à sua sede, agregando mais seis salas à área expositiva.

## Edifício

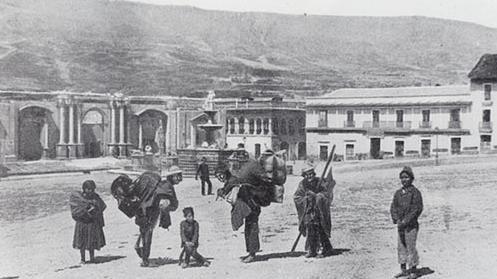
O Palacio de los Condes de Arana (no centro, ao fundo) em uma fotografia de 1860.

O edifício-sede do museu, o Palacio de los Condes de Arana, é um dos maiores exemplares da arquitetura civil do século XVIII na Bolívia e em toda zona andina. Foi edificado para servir de residência a Francisco Tadeo Díez de Medina, alcaide da cidade de La Paz, advogado da Real Audiência de Charcas e governador interino do Chile. Encontra-se situado no centro histórico de La Paz, em uma das esquinas da Plaza Murillo (antiga Plaza Mayor). Construído com tijolos, seixos e cal, insere-se na vertente estética conhecida como estilo mestiço, ou "barroco andino".
A fachada principal é dotada de um imenso portal de pedra talhada com motivos barrocos, que se eleva além do segundo piso. No interior, encontra-se um pátio retangular, delimitado por arcadas em três lados e um segundo portal, também talhado em pedra e flanqueado por colunas decoradas com elementos da região, com as cornucópias repletas de mamões. No entablamento, uma mísula indica a data de conclusão da obra: 1775.
O edifício possui três andares que, abertos ao pátio central, deixam entrever a decoração das arcadas, com pedras ornamentadas com rocailles, típica da arquitetura andina do final do século XVIII. Complementando o trabalho em pedra talhada do palácio e decorando a fachada exterior, há uma loggia com dez arcos, que faz esquina com a praça.
Em meados do século XIX, o palácio foi possivelmente ocupado pela família Arana, origem de sua designação tradicional. Entre o fim desse século e a primeira metade do século XX, o edifício abrigou o Hotel Gibert, um cassino  e passou por diversos proprietários, sofrendo alterações sensíveis em sua arquitetura original. Foi declarado monumento nacional em 1930. Desapropriado em 1960, passou por uma ampla reforma conduzida pelos arquitetos Mesa e Gisbert entre 1961 e 1966, servindo desde então como sede do Museu Nacional de Arte.

## Acervo

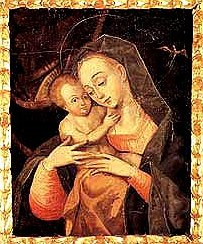
Bernardo Bitti - Virgem com o Menino, c. 1600.

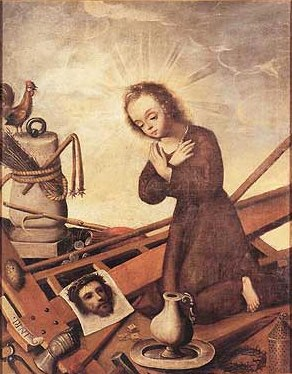
Gregorio Gamarra - Menino Jesus com os símbolos da Paixão, c. 1620.

A coleção de arte européia é composta por exemplares datados a partir do século XV. Há um bom número de peças flamengas, destacando-se a Adoração dos pastores de Pieter Aertsen, duas pinturas em cobre atribuídas a Marten de Vos e Última comunhão de São Francisco, do ateliê de Peter Paul Rubens. Entre as obras italianas, sobressaem a Sagrada Família de Luca Cambiaso, São Jerônimo de Girolamo Muziano e Virgem amamentando o Menino Jesus, da escola florentina do fim do século XVI. Há ainda um precioso conjunto de obras de mestres estrangeiros ativos na Bolívia e na zona andina, responsáveis por introduzir a estética maneirista e barroca na região, tais como o italiano Bernardo Bitti, o flamengo Diego de la Puente e o espanhol Francisco López de Castro.
No segmento referente à pintura colonial andina e boliviana, é possível identificar três períodos: o renascimento, com influxo já maneirista, o barroco e a escola mestiça. Da primeira tendência, o museu possui obras de Gregorio Gamarra, seguidor de Bitti, influenciado também pelo tenebrismo, e de Matías Sanjinés. Sob influência mais direta do barroco, florescem as escolas artísticas nativas, de destacada originalidade e requintado detalhismo. No acervo do museu, a escola de Potosí é representada por um amplo conjunto de telas de Melchor Pérez de Holguín, nome maior da pintura vice-reinal entre o fim do século XVII e o começo do século XVIII, além de pintores por ele influenciados, como Joaquín Caraball, Nicolás Ecoz, Juan de la Cruz Tapia e Gaspar Miguel de Berrío. Da escola pacenha, que abrange a região do lago Titicaca, estão presentes Leonardo Flores, precursor do estilo mestiço, e uma série de obras anônimas, caracterizadas por uma profusão de jóias e drapeamentos esvoaçantes e pela constante repetição das imagens de grande devoção, como as virgens de Pomata, Candelária e La Merced.
Da particular e complexa iconografia andina de séries angelicais, sobressai um conjunto de obras anônimas inspiradas na produção do Mestre de Calamarca, tendo como ponto alto o Asiel Timor Dei, obra-prima da pintura vice-reinal do século XVII. Outra importante vertente pictórica inserida na tradição andina é a escola de Cuzco, representada no acervo por Imaculada Conceição e São Miguel Arcanjo, ambas do pintor indígena Diego Quispe Tito, e muitas outras peças anônimas. Comum às escolas andinas é o sincretismo que marca a pintura religiosa, unificando tradições das culturas pré-hispânicas e cristã em torno de símbolos comuns. No acervo do museu, a Virgem do Cerro, em que se fundem as figuras de Pacha Mama e da Virgem Maria é uma das obras mais emblemática desse fenômeno. No segmento dedicado à pintura mestiça, sobressai o aspecto ingênuo e popular que avança até meados do século XIX. A discreta coleção de arte oitocentista é caracterizada pelo apogeu do retrato e exemplos representativos da pintura neoclássica e acadêmica. Destacam-se Diego del Carpio e Ambrosio de Villarroel, entre outros.
Na coleção de arte moderna e contemporânea, encontram-se obras dos artistas que trabalharam no país na primeira metade do século XX (Cecilio Guzmán de Rojas, Arturo Borda, Jorge de la Reza, Juan Rimsa), obras dos grupos ligados às renovações pictóricas pós-1952 (Alandia Pantoja, Solón Romero, María Luisa Pacheco, Alfredo La Placa, Fernando Montes, Óscar Pantoja), a arte cinética (Cesar Jordán, Ruddy Ayoroa), outras tendências artísticas das décadas de 1960 e 1970 (Enrique Arnal, Luis Zilvetti, Ricardo Perez Alcalá, Gustavo e Raúl Lara, etc.) e representantes da arte boliviana de hoje.
A coleção de pinturas latino-americanas, única desse tipo existente na Bolívia, conta com obras significativas dos cubanos René Portocarrero e Cundo Bermúdez, do mexicano José Luis Cuevas e do guatemalteco Rodolfo Abularach, além de um conjunto de pinturas brasileiras de Cândido Portinari, Manabu Mabe, Alfredo Volpi e Di Cavalcanti, do argentino Pérez Celis e dos peruanos Fernando de Szyszlo e Víctor Pimentel.

## Algumas obras do museu

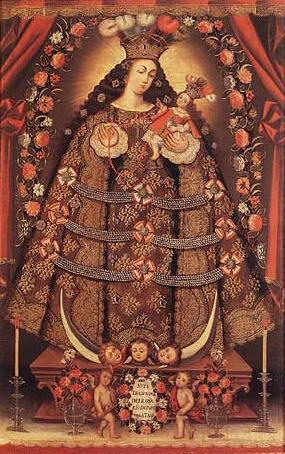
Anônimo. Virgem de Pomata, 1680.
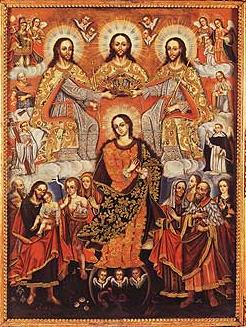
Gaspar Miguel de Berrío. Coroação da Virgem, século XVIII.
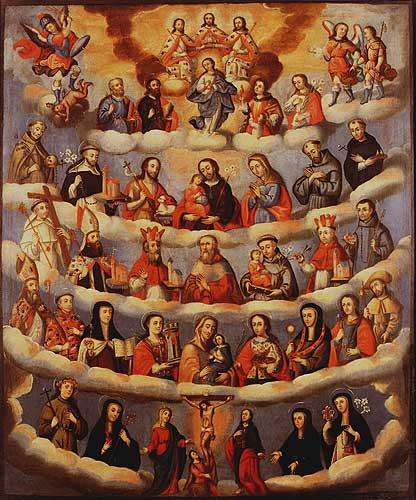
Anônimo. Virgem coroada pela Trindade e santos, século XVIII.
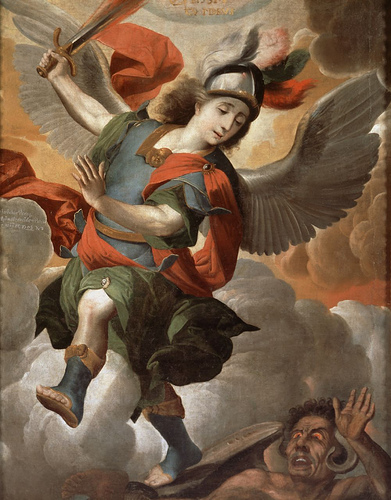
Anônimo. São Miguel Arcanjo, 1708.

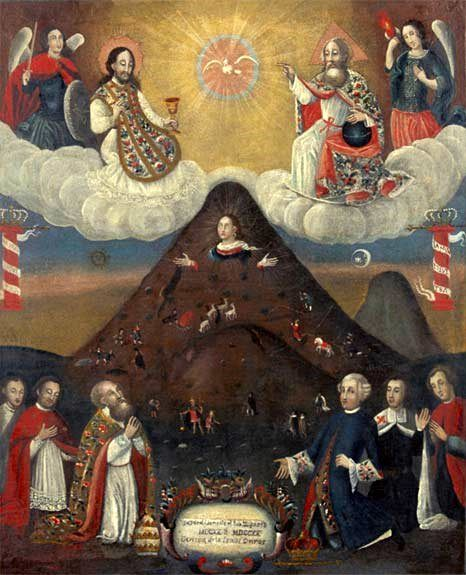
Anônimo. Virgem do Cerro, 1720.
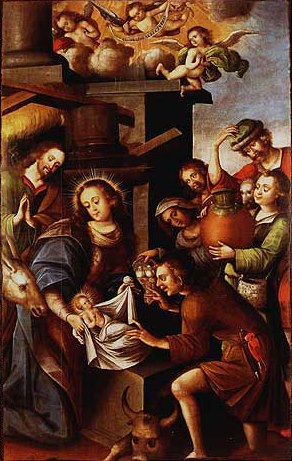
Leonardo Flores. Adoração dos pastores, século XVII.
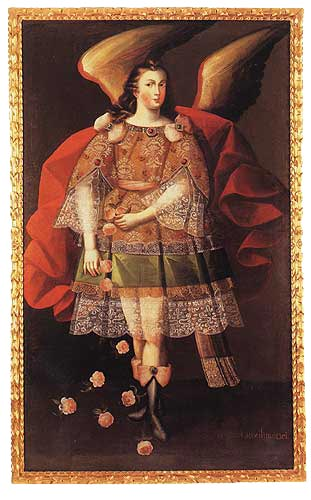
Anônimo. Anjo-Virtude, Baraquiel, século XVII.
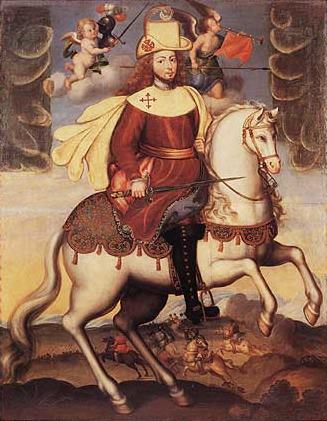
Anônimo. Retrato de Filipe V como Santiago, século XVIII.